# Selborne-Fisher scheme

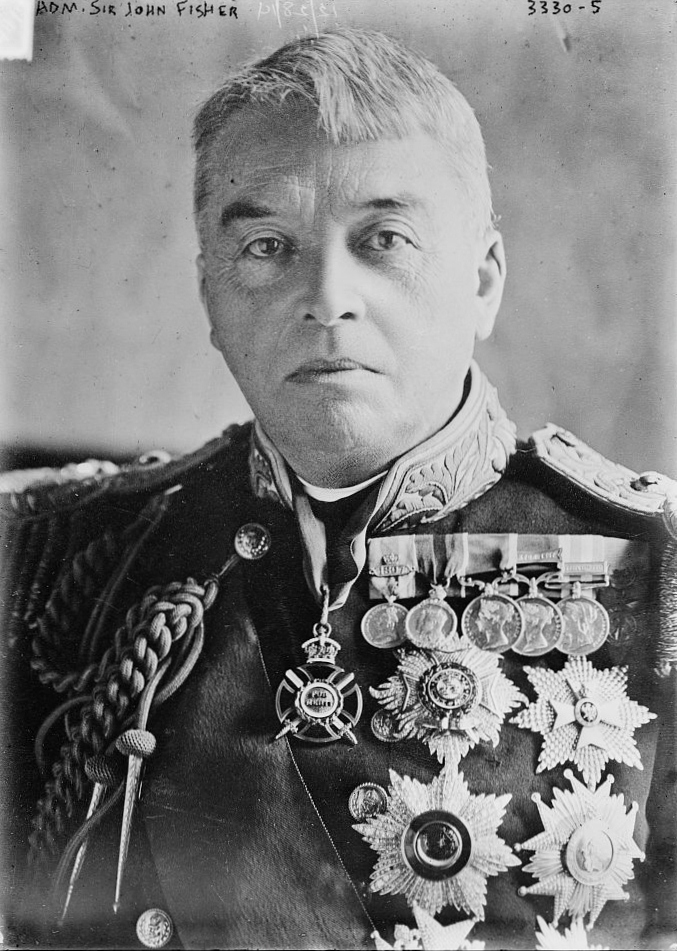
L'amiral John Fischer

Le Selborne-Fisher scheme, ou Selborne scheme est un concept visant à regrouper les branches militaire (chargée de la stratégie) et d’ingénierie (chargée des machines) de la Royal Navy. Il est développé par le Second Sea Lord John Arbuthnot Fisher et approuvé par le First Lord of the Admiralty William Waldegrave Palmer, en 1903. Son principal objectif est de redonner à l'officier commandant le navire la maîtrise des déplacements de celui-ci.

## Contexte
En 1902, Fisher rentre au Royaume-Uni (après avoir été commandant de la Mediterranean Fleet) en tant que Second Sea Lord responsable du personnel. À cette époque les officiers mécaniciens, devenus de plus en plus importants au sein d'une flotte dépendante de ses machines, sont encore largement méprisés par les officiers de pont. Fisher estime qu'il serait préférable pour la marine que les deux branches soient fusionnées, comme cela avait été fait par le passé pour la navigation qui était alors une spécialité à part entière. Il désire que la Navy ait un système de recrutement et de formation unique. Sa solution consiste à fusionner la formation des cadets de la branche stratégique avec celle des officiers mécaniciens, et de réviser le cursus de sorte qu'il permette ensuite de s'orienter vers l'une ou l'autre voie. La proposition est initialement combattue par les membres de l'Admiralty Board, mais Fisher parvient à les convaincre des avantages de ces changements.

## Intégration
Le programme est annoncé en 1903, mais la fusion des branches d'ingénierie et de stratégie ne s'achève qu'en novembre 1905, lors de la publication du Cawdor Memorandum, qui intègre les engagés de la branche d'ingénierie au sein de la branche militaire. Dans le cadre de ce programme, les cadets entrent en service, entre 12 et 13 ans, aux mêmes conditions, sont formés dans le même système jusqu'à leur passage au grade de sub-lieutenant. Ce n'est qu'alors qu'ils sont répartis entre la branche militaire, la branche d'ingénierie et les Royal Marines, bien que finalement ceux-ci ne participent pas au programme,. Trois mois après l'annonce du programme, un nouveau collège est créé à Osborne House, ancienne résidence de la reine Victoria sur l'Île de Wight. Un nouveau complexe est également construit à Dartmouth en remplacement du Britannia Royal Naval College et, une fois achevé, en 1910, le Royal Naval Engineering College (en) à Keyham (en) est fermé.